# نم‌زدایی
رطوبت زدایی در علم فیزیک به معنی زدودن آب موجود در ترکیبات است ، که با شکسته شدن پیوند ها همراه است و زمانی اتفاق می افتد که مقدار آب از دست رفته از آب جذب شده بیشتر باشد ، معمولا به دلیل ورزش ، بیماری یا دمای بالای محیط . رطوبت زدایی خفیف میتواند ناشی از ادرار زیاد نیز باشد که میتواند خطراتی را برای غواصان به همراه داشته باشد . 
اکثر افراد می توانند کاهش 3 تا 4 درصدی در کل آب بدن را بدون مشکل یا اثرات نامطلوب سلامتی تحمل کنند. کاهش 5 تا 8 درصدی می تواند باعث خستگی و سرگیجه شود. از دست دادن بیش از ده درصد از کل آب بدن می تواند باعث زوال جسمی و روحی شود که با تشنگی شدید همراه است. مرگ با از دست دادن بین پانزده تا بیست و پنج درصد از آب بدن رخ می دهد. کم آبی خفیف با تشنگی و ناراحتی کلی مشخص می شود و معمولاً با آبرسانی مجدد از طریق خوراکی برطرف می شود.
کم آبی می تواند باعث هایپرناترمی (سطوح بالای یون سدیم در خون) شود و از هیپوولمی (از دست دادن حجم خون، به ویژه پلاسمای خون) متمایز است.
نم زدایی یا رطوبت زدایی یکی از مراحل پالایش گاز طبیعی است. پس از تفکیک نفت با گاز مقداری آب آزاد همراه با گاز طبیعی وجود دارد که بیشتر آن توسط روش‌های جداسازی ساده در سر چاه یا در نزدیکی آن از گاز جدا می‌شود. در حالیکه بخار آب موجود در محلول گاز میبایست طی فرایندی بسیار پیچیده تحت عنوان عملیات نم‌زدایی یا رطوبت‌زدایی از گاز طبیعی تفکیک گردند. در این فرایند بخار آب متراکم و موجود در سطح توسط ماده نم‌زدا جذب و جمع‌آوری می‌گردد. گاز طبیعی فراوری‌نشده محتوی آب(مایع یا بخار) سبب ایجاد مشکلات جدی نظیر خوردگی لوله‌های انتقال و تشکیل هیدارت‌های گازی که مانع جریان گازی است، می‌شود.

## رطوبت زدایی با محلول گلایکول
نوع متداول نم زدایی جذب (absorption) با عنوان نم زدایی گلایکول که ماده اصلی این فرایند می‌باشد شناخته می‌شود. در این فرایند، از مایع نم زدای خشک‌کننده حاوی گلایکول برای جذب بخار آب از جریان گاز استفاده می‌شود. دراین نوع فرایند اغلب از دو محلول گلایکول باسامی دی اتیل گلایکول (DEG) یا تری اتیل گلایکول (TEG) استفاده می‌گردد.
خواص ملکولی ماده گلایکول شباهت بسیاری با آب دارد بنابراین چنانچه در تماس با جریانی از گازطبیعی قرار گیرد، رطوبت آب موجود در جریان گاز را جذب و جمع‌آوری می‌نماید. ملکول‌های سنگین شده گلایکول در انتهای تماس دهنده جهت خروج از نم زدا جمع و خارج می‌شو ند سپس گازطبیعی خشک نیزاز جانب دیگر به بیرون از نم زدا انتقال می‌یاید.
گلایکول مورد استفاده در این فرایند را می‌توان با استفاده از تقطیر بازیابی کرد؛ در فرآیند تقطیر، با حرارت دادن گلایکول، آب همراه آن جدا می‌شود. گلایکول تا دماي حدود ٢٢۴ درجه سانتیگراد شروع به جوشش نمی کند . آب در ١٠٠ درجه سانتیگراد می جوشد . تقطیر آب از گل یکول با حرارت دادن مخلوط آب – گلیکول در محدوده دمایی ١٩٧ تا ٢٠۴ درجه سانتیگراد باعث جدا شدن آب بصورت بخار میشود

## رطوبت زدایی با ماده خشک کننده جامد
رطوبت زدایی با ماده خشک‌کننده جامد که معمولاً مؤثرتر از نم زداهای گلایکول هستند نیز با استفاده از روش جذب سطحی صورت می‌گیرد. جهت این کار به حداقل دو برج یا بیشتر نیاز می‌باشد که به کمک یک ماده خشک‌کننده جامد شامل آلومینا یا ماده سیلیکا ژل پرشده‌است. نم زدایی با ماده خشک‌کننده جامد اولین شیوه نم زدایی گازطبیعی با استفاده از روش جذب سطحی است گازطبیعی از داخل این برج‌ها، از بالا به پایین عبور داده می‌شوند. گازطبیعی دراین فرایند ضمن عبور از اطراف ذرات ماده خشک‌کننده رطوبت‌های موجود در جریان گازطبیعی به سطح ذرات ماده خشک‌کننده جذب می‌گردد و باتکمیل این فرایند تقریباً تمام آب توسط ماده خشک‌کننده جامد جذب شده و نهایتاً گاز خشک از انتهای برج خارج شود.
این نوع از سیستم نم زدایی از آنجاییکه در رابطه باحجم فراوان گاز تحت فشارهای بالا مناسب هستند معمولاً در انتهای یک خط لوله در یک ایستگاه کمپرسور قرار دارند. در این سیستم نیز همانند گلایکول در روش اول ماده خشک‌کننده جامد بعد از اشباع شدن از آب جهت احیاء و استفاده‌های مکرر از سیستم‌های گرمکن با درجه حرارت بالا جهت تبخیر بخار آب موجود در گلایکول بکار گرفته می‌شوند.
گاز طبیعی اینک با طی تمام مراحل تصفیه به‌طور کامل فرآورش و برای مصرف آماده گردید بنابراین در پایان با تقویت فشار آن تا حدود 1000 psi و پس از محاسبه حجم آن توسط سیستم اندازه‌گیری به خط لوله خروجی پالایشگاه هدایت و تحویل مدیریت منطقه عملیات انتقال گاز مربوطه می‌گردد.